# BBC Radio 3
BBC Radio 3 é um serviço radiofónico nacional da BBC. As suas transmissões são de programas de música, especialmente jazz e música do mundo, mas também teatro e arte em geral.
A estação se descreve como "o comissário mais significativo do mundo de novas músicas", e através de seu esquema de artistas de nova geração, promove jovens músicos de todas as nacionalidades.  A estação transmite os concertos da BBC Proms, ao vivo e na íntegra, a cada verão, além das apresentações de Orquestras e cantores da BBC.

## História

Antigo logotipo da BBC Radio 3.

A BBC Rádio 3 é a estação sucessora do Terceiro Programa da BBC, que começou a ser transmitida em 29 de setembro de 1946. O nome Rádio 3 foi adotado em 30 de setembro de 1967, quando a BBC lançou sua primeira estação de música pop, a Rádio 1  e renomeou seus canais de rádio nacionais como Rádio 1, Rádio 2 (anteriormente Programa Light), Rádio 3 e Rádio 4 (anteriormente Home Service).